# John Barnhill
John Anthony Barnhill (Evansville, 20 de marzo de 1938-11 de noviembre de 2013) fue un jugador y entrenador de baloncesto estadounidense que disputó ocho temporadas en la NBA, tres en la ABA, además de jugar en la ABL y la EPBL. Con 1,85 metros de estatura, jugó en la posición de base.

## Trayectoria deportiva

### Universidad
Jugó durante su etapa universitaria con los Tigers de la Universidad Estatal de Tennessee, con los que consiguió en 1957 el campeonato de la NAIA, el primer torneo importante logrado por un equipo compuesto en su totalidad por jugadores afroamericanos.

### Profesional
Fue elegido en la septuagésimo séptima posidión del Draft de la NBA de 1959 por St. Louis Hawks, pero no fue incluido definitivamente en el equipo, jugando en la ABL hasta que en 1962 fue reclamado por los Hawks, donde en su primera temporada fue uno de los más destacados de su equipo, promediando 11,7 puntos, 4,7 rebotes y 4,2 asistencias por partido.
En 1965 fue traspasado a Detroit Pistons, donde jugó 45 partidos en los que promedió 7,5 puntos y 2,5 rebotes. Al año siguiente, tras no ser protegido por su equipo, entró en el Draft de Expansión que se produjo por la llegada de los Chicago Bulls a la liga, pero estos lo traspasaron a Baltimore Bullets, donde en su única temporada en el equipo promedió 8,3 puntos y 3,0 rebotes por partido.
Al año siguiente entró nuevamente en un Draft de Expansión por la llegada de nuevos equipos a la competición, siendo elegido por los San Diego Rockets, donde jugó una temporada para que, por tercera vez en su carrera fuera seleccionado para un nuevo Draft de Expansión, siendo esta vez escogido por los Phoenix Suns, con los que no llegó a firmar, pasando un año en los Scranton Miners de la EPBL hasta que en enero de 1969 fue reclamado de nuevo por los Bullets para terminar la temporada con ellos.
Tras no renovar con los de Baltimore, al año siguiente fichó con los Indiana Pacers de la ABA, con los que, en su única temporada completa en el equipo, fue uno de los jugadore más destacados en la consecución del campeonato de liga ante Los Angeles Stars, jugando como titular y promediando 11,4 puntos y 4,1 asistencias por partido. Mediada la temporada siguiente fue traspasado junto con Art Becker y una futura elección en el draft a Denver Rockets a cambio de Wayne Chapman y Don Sidle, acabando su carrera de vuelta en los Pacers.

### Entrenador
Tras dejar atrás su faceta de jugador, fue entrenador asistente de Los Angeles Lakers durante cuatro temporadas.

## Estadísticas de su carrera en la NBA y la ABA

### Temporada regular
| Temporada | Edad | Equipo            | Liga  | P   | TIT | MIN  | TC  | TCA  | %TC  | 3P  | 3PA | %3P  | TL  | TLA | %TL  | R.OF. | R.DEF. | REB | ASIS | ROB | TAP | PER | FP  | PTS  |
| 1962-63   | 24   | St. Louis Hawks   | NBA   | 77  |     | 35.0 | 4.7 | 10.9 | .430 |     |     |      | 2.4 | 3.3 | .710 |       |        | 4.7 | 4.2  |     |     |     | 2.2 | 11.7 |
| 1963-64   | 25   | St. Louis Hawks   | NBA   | 74  |     | 18.5 | 2.8 | 6.8  | .412 |     |     |      | 0.9 | 1.6 | .609 |       |        | 2.1 | 2.0  |     |     |     | 1.4 | 6.6  |
| 1964-65   | 26   | St. Louis Hawks   | NBA   | 41  |     | 19.0 | 3.0 | 7.6  | .388 |     |     |      | 1.1 | 1.7 | .643 |       |        | 2.2 | 1.9  |     |     |     | 1.4 | 7.0  |
| 1965-66   | 27   | TOTAL             | NBA   | 76  |     | 21.3 | 3.2 | 8.0  | .401 |     |     |      | 1.5 | 2.4 | .614 |       |        | 2.7 | 2.6  |     |     |     | 1.8 | 7.9  |
| 1965-66   | 27   | St. Louis Hawks   | NBA   | 31  |     | 22.3 | 3.4 | 7.8  | .428 |     |     |      | 1.7 | 2.8 | .628 |       |        | 2.9 | 2.7  |     |     |     | 1.9 | 8.5  |
| 1965-66   | 27   | Detroit Pistons   | NBA   | 45  |     | 20.6 | 3.1 | 8.1  | .383 |     |     |      | 1.3 | 2.2 | .602 |       |        | 2.5 | 2.5  |     |     |     | 1.7 | 7.5  |
| 1966-67   | 28   | Baltimore Bullets | NBA   | 53  |     | 22.9 | 3.5 | 8.4  | .418 |     |     |      | 1.2 | 1.9 | .641 |       |        | 3.0 | 2.6  |     |     |     | 1.5 | 8.3  |
| 1967-68   | 29   | San Diego Rockets | NBA   | 75  |     | 25.1 | 3.9 | 9.3  | .421 |     |     |      | 2.1 | 3.1 | .658 |       |        | 2.3 | 3.5  |     |     |     | 1.9 | 9.9  |
| 1968-69   | 30   | Baltimore Bullets | NBA   | 30  |     | 16.8 | 2.5 | 5.8  | .434 |     |     |      | 1.3 | 2.2 | .600 |       |        | 1.8 | 2.4  |     |     |     | 2.1 | 6.4  |
| 1969-70   | 31   | Indiana Pacers    | ABA   | 77  |     | 30.8 | 4.2 | 10.7 | .394 | 0.9 | 3.5 | .261 | 2.1 | 3.1 | .664 | 0.8   | 1.5    | 2.2 | 4.1  |     |     | 2.0 | 2.5 | 11.4 |
| 1970-71   | 32   | TOTAL             | ABA   | 67  |     | 19.4 | 2.7 | 7.4  | .365 | 0.5 | 2.2 | .218 | 1.4 | 2.0 | .716 | 0.7   | 1.0    | 1.7 | 2.4  |     |     | 1.2 | 1.6 | 7.3  |
| 1970-71   | 32   | Indiana Pacers    | ABA   | 43  |     | 14.4 | 1.9 | 5.6  | .332 | 0.3 | 1.7 | .187 | 1.0 | 1.4 | .689 | 0.6   | 0.8    | 1.4 | 1.9  |     |     | 0.9 | 1.2 | 5.0  |
| 1970-71   | 32   | Denver Rockets    | ABA   | 24  |     | 28.5 | 4.2 | 10.6 | .396 | 0.8 | 3.0 | .250 | 2.3 | 3.0 | .740 | 0.8   | 1.4    | 2.3 | 3.2  |     |     | 1.7 | 2.3 | 11.4 |
| 1971-72   | 33   | Indiana Pacers    | ABA   | 19  |     | 10.2 | 1.5 | 4.6  | .322 | 0.2 | 1.8 | .114 | 0.4 | 0.8 | .533 | 0.4   | 0.6    | 1.0 | 0.8  |     |     | 0.6 | 0.8 | 3.6  |
| Total     |      |                   | TOTAL | 589 |     | 23.6 | 3.4 | 8.5  | .406 | 0.7 | 2.8 | .236 | 1.6 | 2.4 | .658 | 0.7   | 1.2    | 2.5 | 2.9  |     |     | 1.5 | 1.8 | 8.6  |
|           |      |                   | NBA   | 426 |     | 23.6 | 3.5 | 8.4  | .416 |     |     |      | 1.6 | 2.4 | .651 |       |        | 2.8 | 2.8  |     |     |     | 1.8 | 8.6  |
|           |      |                   | ABA   | 163 |     | 23.7 | 3.3 | 8.6  | .380 | 0.7 | 2.8 | .236 | 1.6 | 2.4 | .677 | 0.7   | 1.2    | 1.9 | 3.0  |     |     | 1.5 | 2.0 | 8.8  |

### Playoffs
| Temporada | Edad | Equipo            | Liga  | P  | TIT | MIN  | TC  | TCA | %TC  | 3P  | 3PA | %3P  | TL  | TLA | %TL  | R.OF. | R.DEF. | REB | ASIS | ROB | TAP | PER | FP  | PTS |
| 1962-63   | 24   | St. Louis Hawks   | NBA   | 11 |     | 28.5 | 2.8 | 7.0 | .403 |     |     |      | 1.4 | 2.0 | .682 |       |        | 2.5 | 3.3  |     |     |     | 2.5 | 7.0 |
| 1963-64   | 25   | St. Louis Hawks   | NBA   | 5  |     | 12.2 | 2.4 | 4.6 | .522 |     |     |      | 0.4 | 1.0 | .400 |       |        | 1.0 | 1.0  |     |     |     | 1.6 | 5.2 |
| 1964-65   | 26   | St. Louis Hawks   | NBA   | 4  |     | 9.0  | 0.5 | 2.8 | .182 |     |     |      | 0.5 | 1.0 | .500 |       |        | 1.8 | 0.5  |     |     |     | 0.8 | 1.5 |
| 1968-69   | 30   | Baltimore Bullets | NBA   | 1  |     | 10.0 | 1.0 | 2.0 | .500 |     |     |      | 0.0 | 0.0 |      |       |        | 2.0 | 1.0  |     |     |     | 3.0 | 2.0 |
| 1969-70   | 31   | Indiana Pacers    | ABA   | 14 |     | 22.6 | 2.0 | 6.3 | .318 | 0.6 | 2.5 | .229 | 1.5 | 2.9 | .512 |       |        | 2.4 | 1.8  |     |     | 1.1 | 2.9 | 6.1 |
| Total     |      |                   | TOTAL | 35 |     | 21.1 | 2.1 | 5.7 | .368 | 0.6 | 2.5 | .229 | 1.1 | 2.1 | .556 |       |        | 2.1 | 2.0  |     |     | 1.1 | 2.4 | 5.6 |
|           |      |                   | NBA   | 21 |     | 20.0 | 2.2 | 5.4 | .407 |     |     |      | 0.9 | 1.5 | .613 |       |        | 2.0 | 2.1  |     |     |     | 2.0 | 5.3 |
|           |      |                   | ABA   | 14 |     | 22.6 | 2.0 | 6.3 | .318 | 0.6 | 2.5 | .229 | 1.5 | 2.9 | .512 |       |        | 2.4 | 1.8  |     |     | 1.1 | 2.9 | 6.1 |

## Fallecimiento
Falleció el 11 de noviembre de 2013 en el sur de California.